# 500 Miglia touring
La 500 Miglia Touring  è una manifestazione non competitiva di auto d'epoca e supercar nata nel 1999. Il nome deriva dal chilometraggio dell'evento che si aggira dai 500 km (da cui deriva il nome) ai 900 km percorsi. 
Svolta nel giro di un weekend lungo con la partenza/arrivo a Brescia centro, si attraversano alcune delle seguenti regioni: Lombardia, Veneto, Trentino-Alto Adige, Emilia-Romagna, Toscana, Liguria e Piemonte. Sempre con lo stesso inizio: Brescia centro, precisamente Piazza Della Vittoria, per poi seguire varie tappe che vengono cambiate a seconda di edizione. Tutti i veicoli d'epoca partecipanti hanno immatricolazione prima del 1976 eccetto per le supercar.

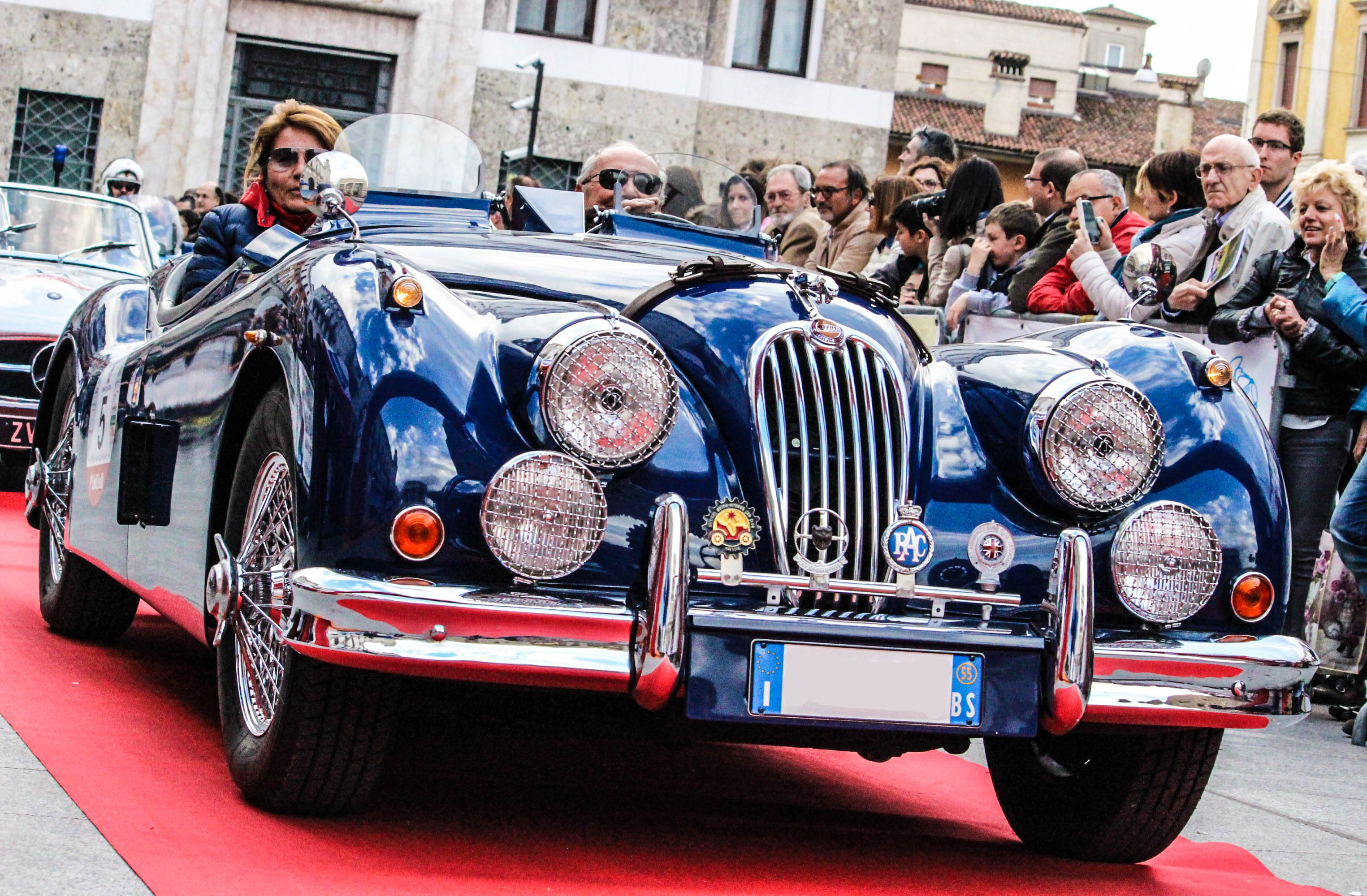

## Percorsi delle edizioni
- Percorso 2021 ottobre: Brescia – Cremona – Piacenza – Rapallo - Alessandria – Vercelli- Stresa – Milano – Monza - Brescia.
- Percorso 2020 ottobre: Brescia – Riva del Garda – Passo della Mendola – Bolzano – Merano – Passo Palade – Passo del Tonale – Ponte di Legno – Sulzano Monte Isola – Brescia.
- Percorso 2019 di aprile: Brescia – Cremona – Passo della Cisa – Forte dei Marmi – Montecatini Terme – Firenze – Castrocaro Terme – Cervia – Ferrara – Mantova – Brescia.
- Percorso 2018 di aprile: Brescia – Bardolino – Trentino da Nago – Mori – Rovereto – Trento – Bolzano – Chiese – Riva del Garda – Brescia.
- Percorso 2017 di aprile: Brescia – Idro – Tione – Molveno – Bolzano – Bressanone – Dobbiaco – Cortina d'Ampezzo – Belluno – Castelfranco Veneto – Lonigo – Verona – Desenzano del Garda – Brescia.

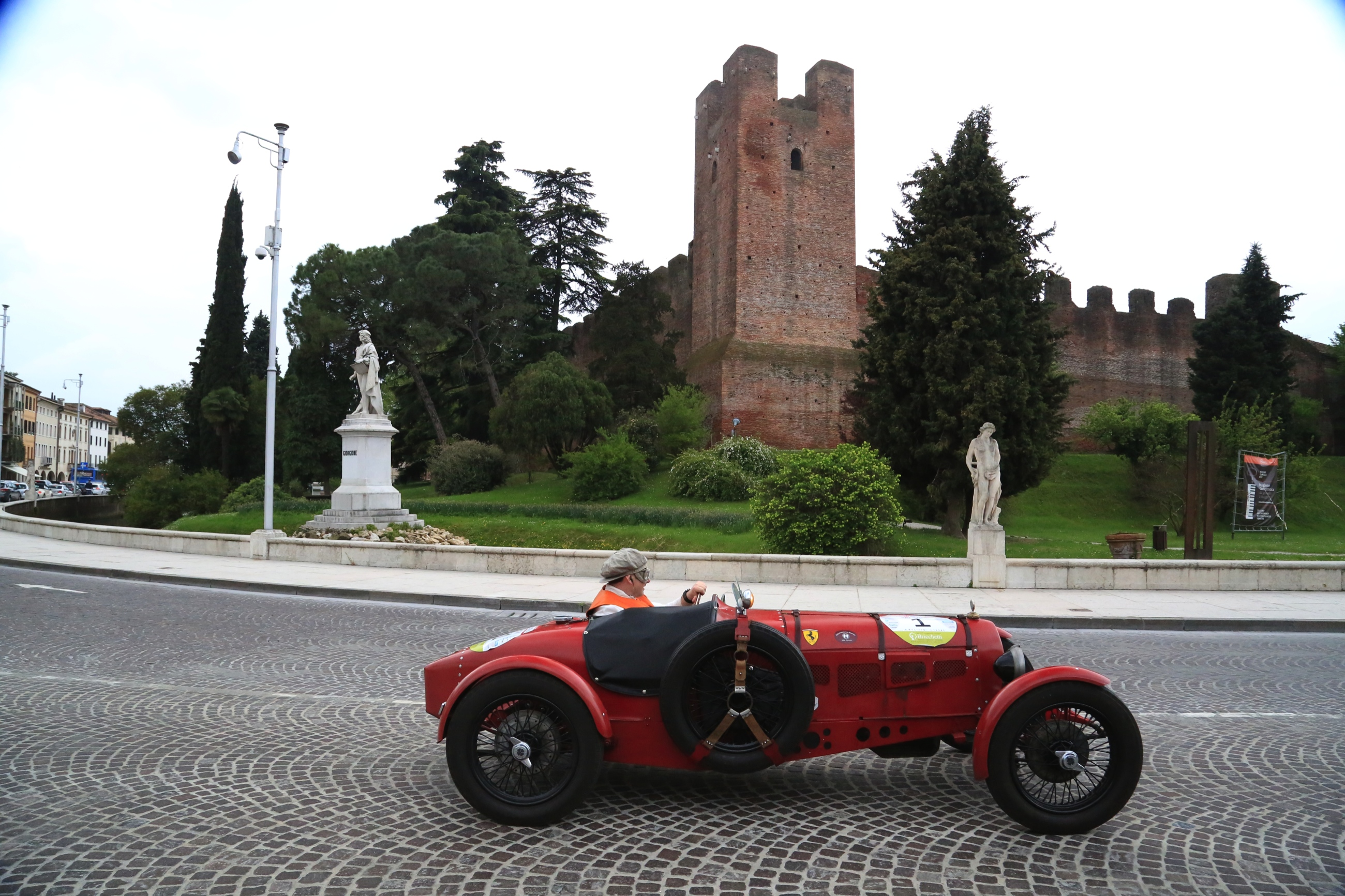

- Percorso 2016 di settembre: Brescia – Salò – Riva del Garda – Molveno - Bolzano – Cortina d'Ampezzo – Vittorio Veneto - Treviso – Cittadella – Lonigo – Castel d'Ario – Desenzano del Garda – Brescia.
- Percorso 2015 di aprile: Brescia – Anfo – Cimego – Madonna di Campiglio – Campo Di Passo Carlo Magno – Cles – Molveno – Riva del Garda – Lavarone – Asiago – Marostica – Asolo – Castelfranco Veneto – Treviso – Padova – Este – Montagnana – Verona – Desenzano del Garda – Brescia.
- Percorso 2014 di maggio: Brescia – Milano – Novara – Orta S. Giulio – Arona – Varese – Como – Aprica – Passo del Tonale – Trento – Ala – Bardolino – Rezzato – Brescia.
- Percorso 2013 di aprile: Brescia – Agnosine – Ponte Caffaro – Roncone – Tione – Riva del Garda – Brentonico – Dolcè – Verona - Isola della Scala – Ostiglia – Cortile – Carpi – Colorno – Salsomaggiore Terme – Busseto – Cremona – Brescia.
- Percorso 2012 di aprile: Brescia – Castelnuovo del Garda – Ala – Mori – Riva del Garda – Idro – Boario – Caravaggio – Milano – Pavia -Bobbio – Castell'Arquato – Busseto – Pontevico – Brescia.
- Percorso 2011 di aprile: Brescia – Crema – Lodi – Pavia – Milano – Caravaggio – Endine – Darfo Boario Terme – Edolo – Ponte di Legno – Tonale – Madonna di Campiglio – Nago – Brentonico – Caprino Veronese – Bardolino – Desenzano Del Garda – Brescia.

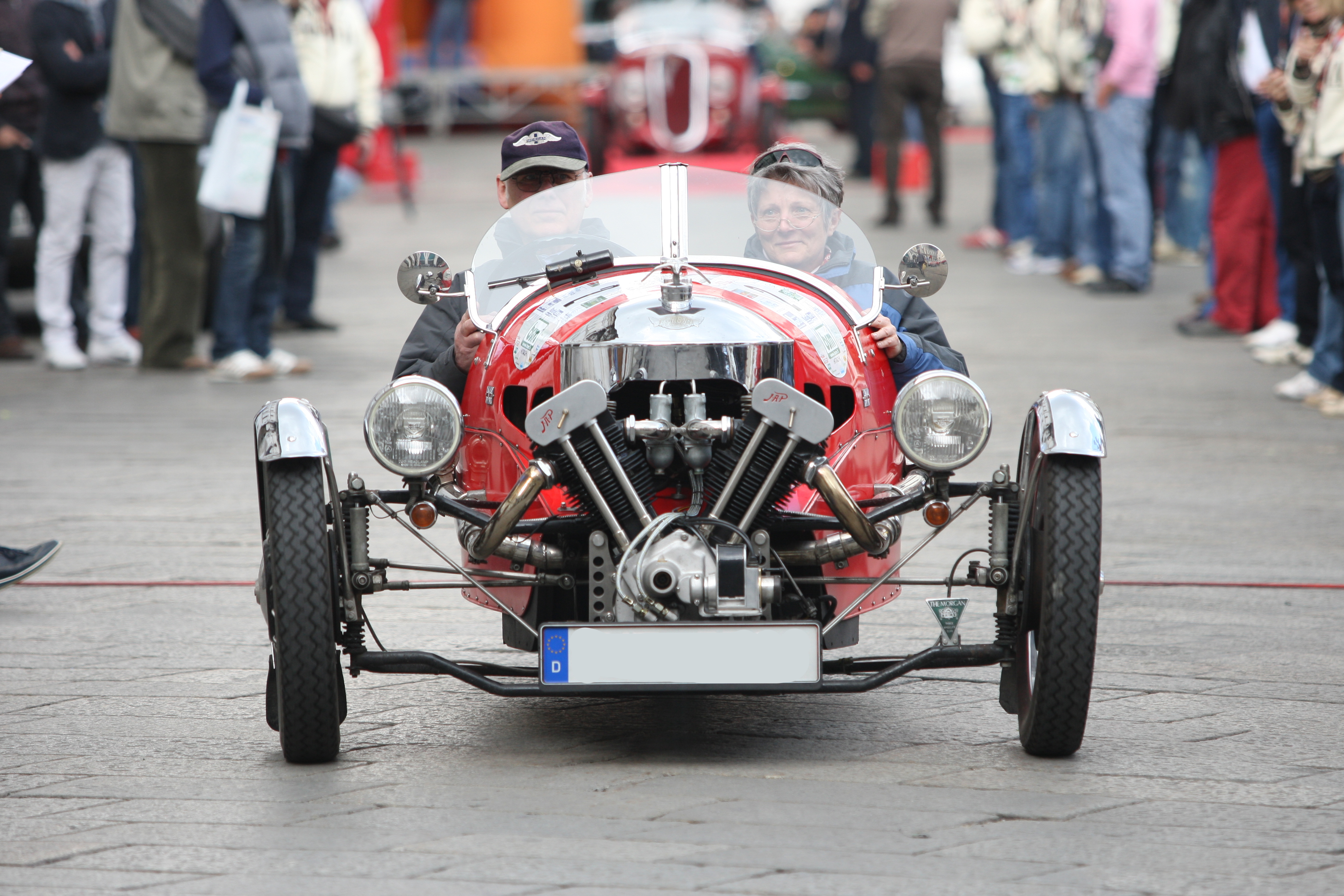